# Erdbeben von San Francisco 1906

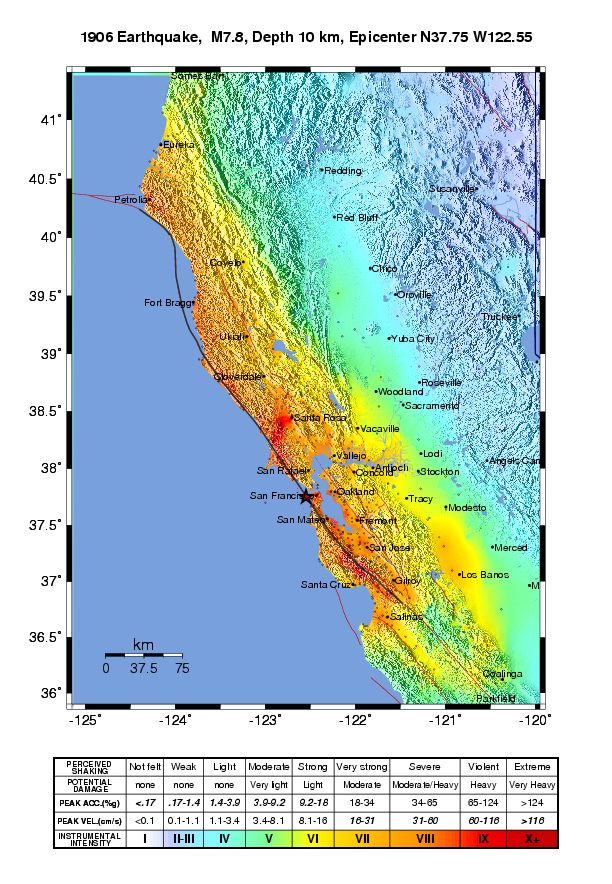
Ausdehnung und Intensität des Erdbebens

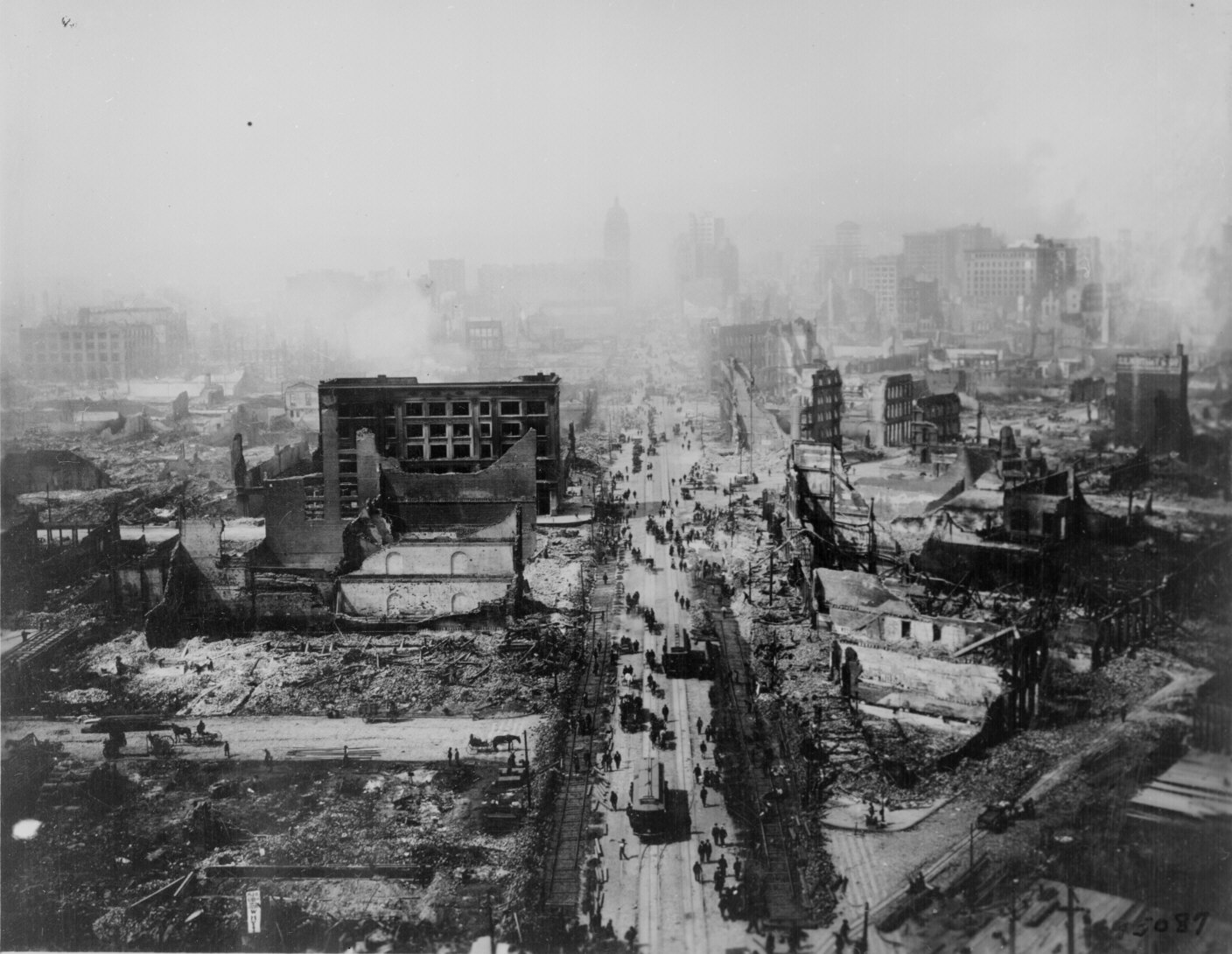
Ausgebrannte Ruinen in San Francisco (1906)

Das Erdbeben von San Francisco im Jahre 1906 erschütterte die Küste Nordkaliforniens am 18. April 1906 und gilt als eine der schlimmsten Naturkatastrophen in der Geschichte der Vereinigten Staaten. In San Francisco und Umgebung kamen durch das Erdbeben und die dadurch verursachten Feuer oder anderen Auswirkungen mehr als 3000 Menschen ums Leben.
Die weitgehend akzeptierte Schätzung der Stärke des Erdbebens liegt bei 7,8 auf der Momenten-Magnituden-Skala. Andere Quellen ermitteln Werte von 7,7 (Oberflächenwellen-Magnituden-Skala) bis zu 8,4 (Richterskala). Das Epizentrum des Hauptbebens lag etwa drei Kilometer von der Stadt entfernt, im Meer nahe „Mussel Rock“. Das Beben erschütterte die Gegend entlang der San-Andreas-Verwerfung und wurde von Oregon bis Los Angeles sowie bis nach Nevada wahrgenommen.

## Geologie
Das San-Francisco-Erdbeben wurde durch einen Bruch in der San-Andreas-Verwerfung ausgelöst. Diese Erdspalte verläuft unter ganz Kalifornien, vom Saltonsee im Süden bis zum Kap Mendocino im Norden mit einer Länge von 1100 km. Durch das Erdbeben riss das nördliche Drittel der Verwerfung auf einer Länge von 477 km auf. Die maximale an der Erdoberfläche beobachtete Verschiebung betrug 6 Meter, jedoch zeigen geologische Untersuchungen Veränderungen von bis zu 8,5 Metern in der Tiefe.
Ein starkes Vorbeben ging dem Hauptbeben um etwa 20 bis 25 Sekunden voraus. Die starken Erschütterungen im Hauptbeben dauerten ungefähr 42 Sekunden. Die Intensität der Erschütterungen betrug VIII in San Francisco und bis zu IX (gemessen an der Mercalliskala) in nördlicheren Gegenden wie Santa Rosa, wo beinahe alles zerstört wurde.

## Verlauf

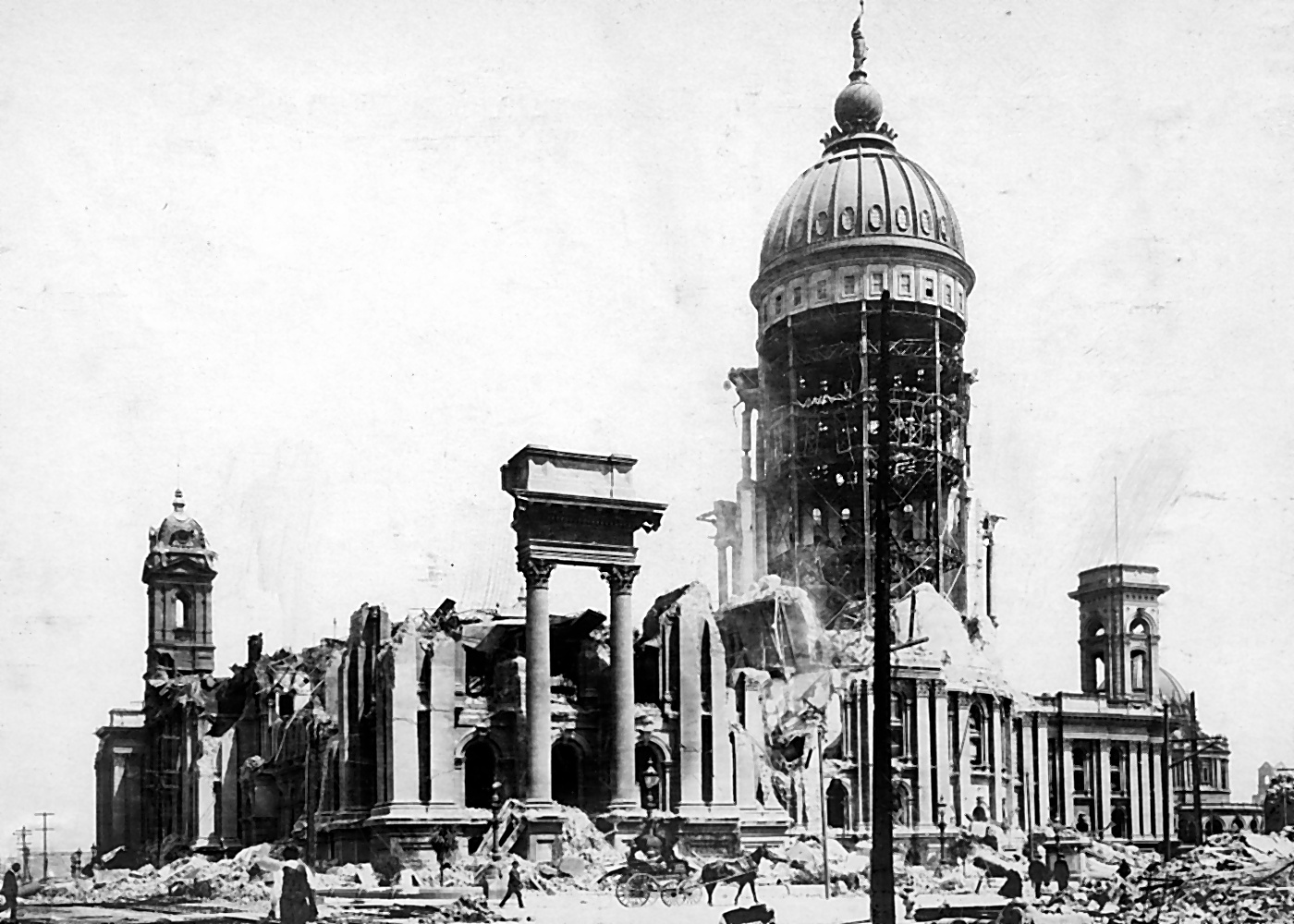
Das Rathaus von San Francisco am 20. April 1906

Die Vorbeben und auch das Hauptbeben um 05:12 Uhr ereigneten sich entlang der San-Andreas-Verwerfung mit einem Epizentrum nahe der Stadt. Das Erdbeben der Stärke 7,8 auf der Momenten-Magnituden-Skala konnte entlang der Küste von Oregon bis Los Angeles und im Landesinneren bis nach Nevada gespürt werden.
Genauso zerstörerisch wie das Erdbeben selbst waren die dadurch verursachten Feuer, die in vielen Stadtteilen ausbrachen. Die meisten von ihnen entstanden durch zerstörte Gasleitungen, Öfen und Kamine, aber einige waren die Folge von Brandstiftung, da viele Versicherungspolicen nur Feuer-, aber keine Erdbebenschäden deckten. Zudem wollten die Verantwortlichen durch Sprengungen das Ausbreiten der Brandherde verhindern. Aber wegen Unkenntnis, Unfähigkeit und dem Mangel an geeignetem Sprengstoff wurden häufig weitere Brände gelegt, die die Katastrophe verschlimmerten.
Die meisten Todesopfer waren in San Francisco zu beklagen, aber auch in anderen Teilen der Bucht von San Francisco verloren viele Menschen ihr Leben. Auch Santa Rosa, San Jose und die Stanford-Universität wurden schwer beschädigt. Mehr als die Hälfte der etwa 400.000 Einwohner von San Francisco wurde obdachlos. Die meisten Obdachlosen flohen ins Umland, z. B. nach Oakland.

## Brände

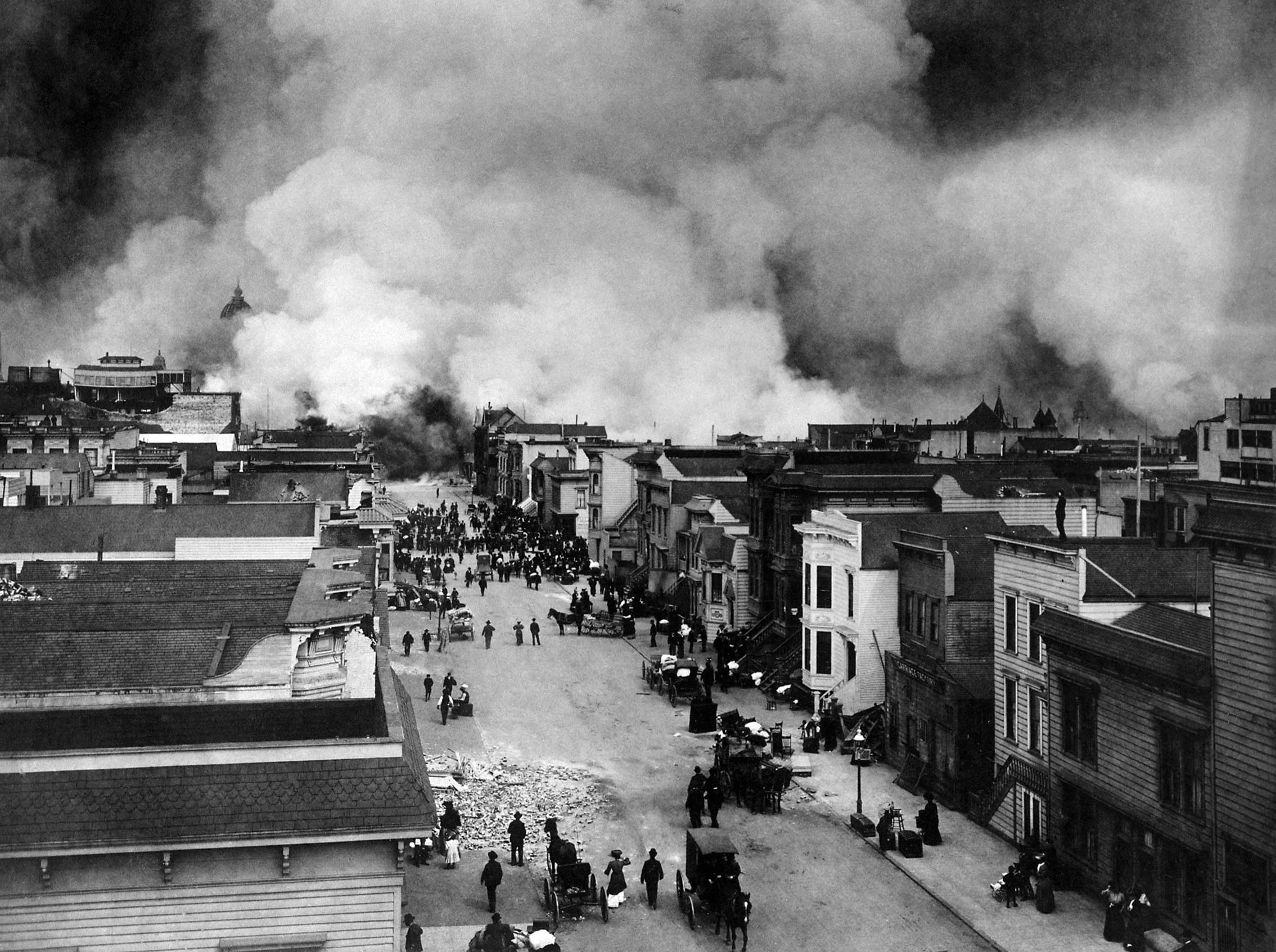
Rauchwolken von Bränden im Mission District

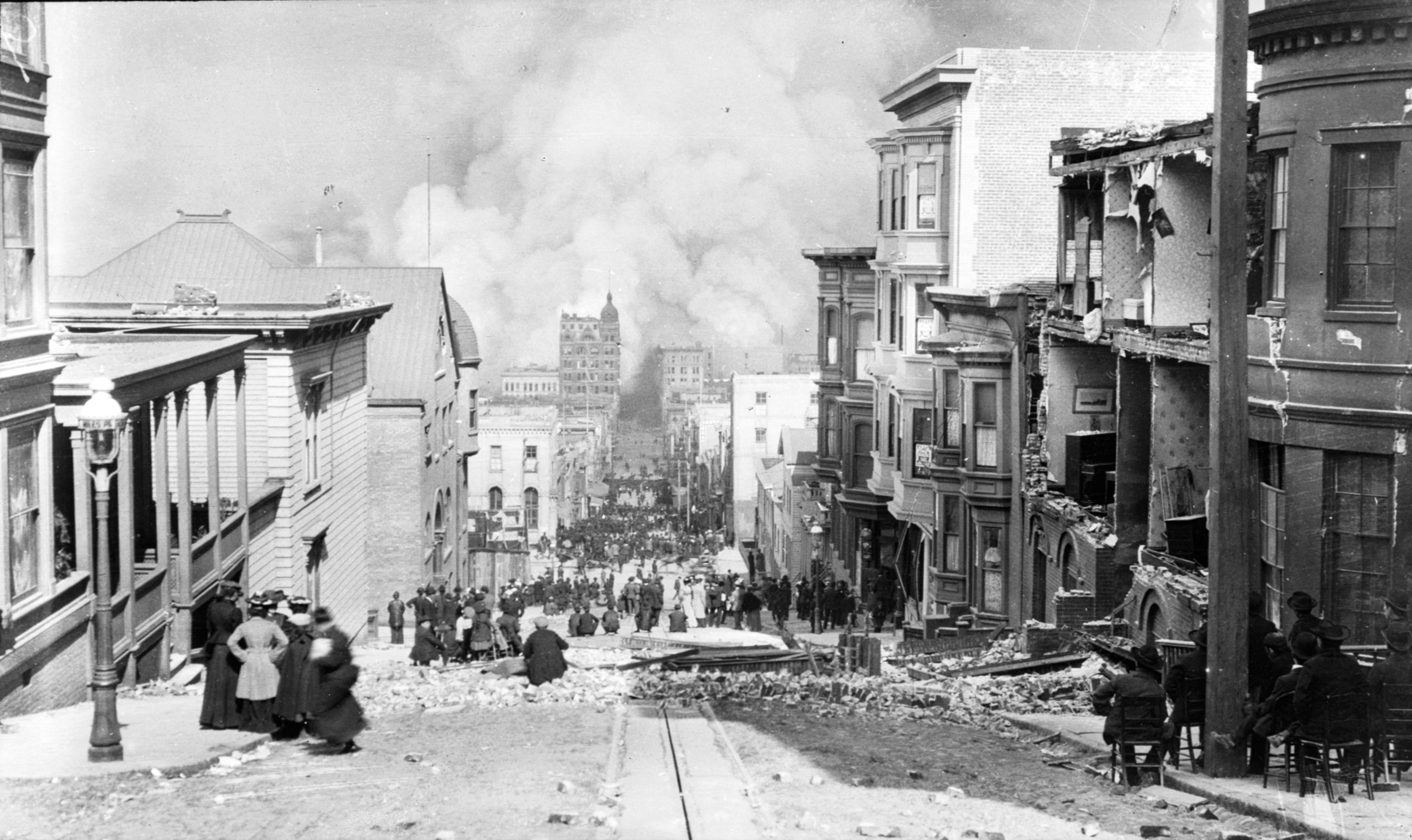
Blick auf die Sacramento Street und gewaltige Rauchwolken

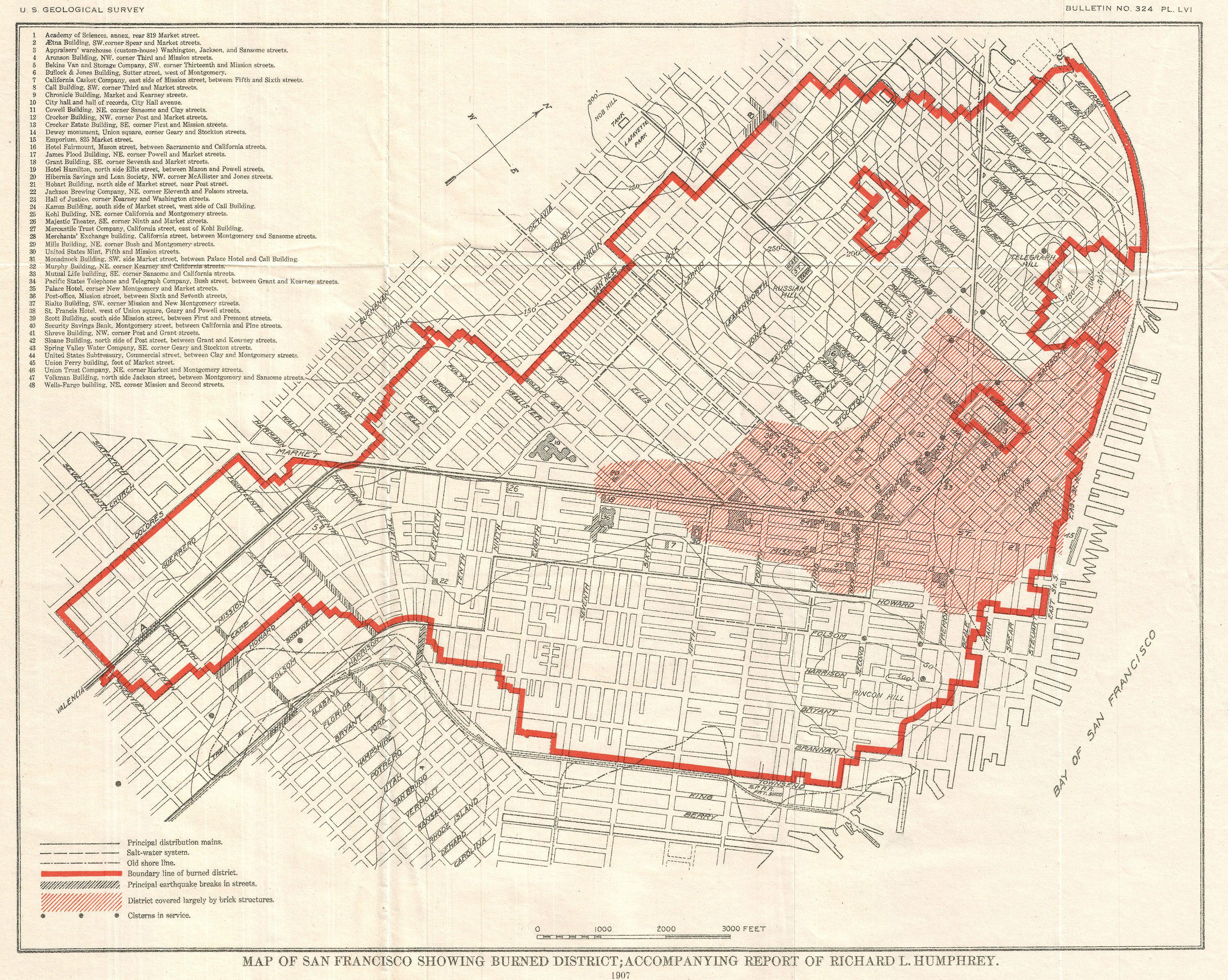
Die kräftige rote Umrandung im Stadtplan zeigt die Ausdehnung der Brände. Die Karte stammt aus einem Report des USGS von 1907.

Zerstörerischer als das Erdbeben und die Nachbeben waren die außer Kontrolle geratenen Feuer. Es liegt wahrscheinlich an den großen Erschütterungen und den schlechten Bauvorschriften der damaligen Zeit, dass die meisten Gebäude erst zusammenbrachen und dann den Flammen zum Opfer fielen. Brände brachen in vielen Teilen der Stadt aus. Einige von ihnen wurden von natürlichen Gasvorkommen genährt, die das Erdbeben aufgerissen hatte. Andere Feuer waren das Ergebnis von Brandstiftung und Lagerfeuern von evakuierten Menschen. Die Feuer wüteten vier Tage und Nächte lang. Einige Hausbesitzer zündeten ihre eigenen Häuser an, da diese nur gegen Feuer-, nicht aber gegen Erdbebenschäden versichert waren. Captain Leonard D. Wildman vom U.S. Army Signal Corps meldete, dass er von einem Feuerwehrmann angehalten wurde, der ihm berichtete, dass Menschen in der Nachbarschaft ihre Häuser anzündeten. Ihnen sei gesagt worden, sie würden kein Geld von der Versicherung bekommen, wenn ihr Haus nicht vom Feuer beschädigt sei.
Als die Hauptwasserversorgung zusammenbrach, hatte die Feuerwehr von San Francisco wenige Möglichkeiten, um die Brände zu bekämpfen. Einige Brände in der Innenstadt bildeten zusammen ein gigantisches Inferno. Ein Journalist aus dieser Zeit schrieb, dass die Leser verstehen müssten, dass dies nicht ein Feuer in San Francisco sei, sondern „das Feuer von San Francisco“. Das Feuer vernichtete 500 Blocks vollständig, vom Stadtkern über die Van Ness Avenue – eine Ortsdurchfahrt, die das Stadtzentrum durchläuft – bis zu den Docks der Bucht von San Francisco. Es wurde irrtümlicherweise berichtet, dass Bürgermeister Eugene Schmitz und General Frederick Funston den Ausnahmezustand ausgerufen hätten. Schmitz hatte aber einen Erlass herausgegeben, der es der Polizei, der Bürgerwehr und dem Militär erlaubte, Plünderer ohne Vorwarnung zu erschießen, weshalb etwa 500 Menschen getötet wurden. Funston versuchte, das Feuer unter Kontrolle zu bringen, indem er Häuserblocks sprengen ließ, um so eine Schneise in den Weg der Brände zu schlagen. Er nutzte dazu alle zur Verfügung stehenden Mittel, von Schwarzpulver über Dynamit bis hin zu Artillerieschlägen. Oft fingen Ruinen durch die Sprengungen Feuer oder dienten dem Feuer als Nahrung. Trotzdem erwies sich diese Methode als effektiv, um das Feuer daran zu hindern, weiter nach Westen in die übrig gebliebene Hälfte der Stadt zu ziehen.
Das 1875 erbaute Palace Hotel ist ein Beispiel für jene Gebäude, die zwar dank stabiler Bauweise das Erdbeben überstanden, aber dennoch vom Feuer zerstört wurden. Im April 1906 war der Tenor Enrico Caruso zu Gast in dem Luxushotel, um mit dem Ensemble der Metropolitan Opera aus New York Vorstellungen in San Francisco zu geben. Nach einem Auftritt in der Oper Carmen und einer Nacht in seiner Hotelsuite wurde Caruso im Morgengrauen vom Erdbeben wachgerüttelt. Er floh aus der Stadt, mit dem Schiff und danach mit dem Zug, und schwor sich, nie wieder nach San Francisco zu kommen. Tatsächlich kehrte er nie in die Stadt zurück. Die Metropolitan Opera verlor alle Requisiten und Kostüme, die sie nach San Francisco mitgebracht hatte, durch das Erdbeben und die nachfolgenden Brände.
Einige der größten Verluste durch die Brände waren in wissenschaftlichen Laboratorien zu beklagen. Alice Eastwood, die Kuratorin der Botanik an der California Academy of Sciences in San Francisco, rettete fast 1500 Proben – darunter auch die Proben einer ganz neuen und sehr seltenen Spezies – bevor die größte botanische Sammlung in den westlichen USA vom Feuer verschlungen wurde. Das gesamte Labor und die Aufzeichnungen des Biochemikers Benjamin R. Jacobs, der die Nährwerte von täglichem Essen untersuchte, fielen den Flammen zum Opfer.

## Ausmaß des Schadens

### Materielle Schäden

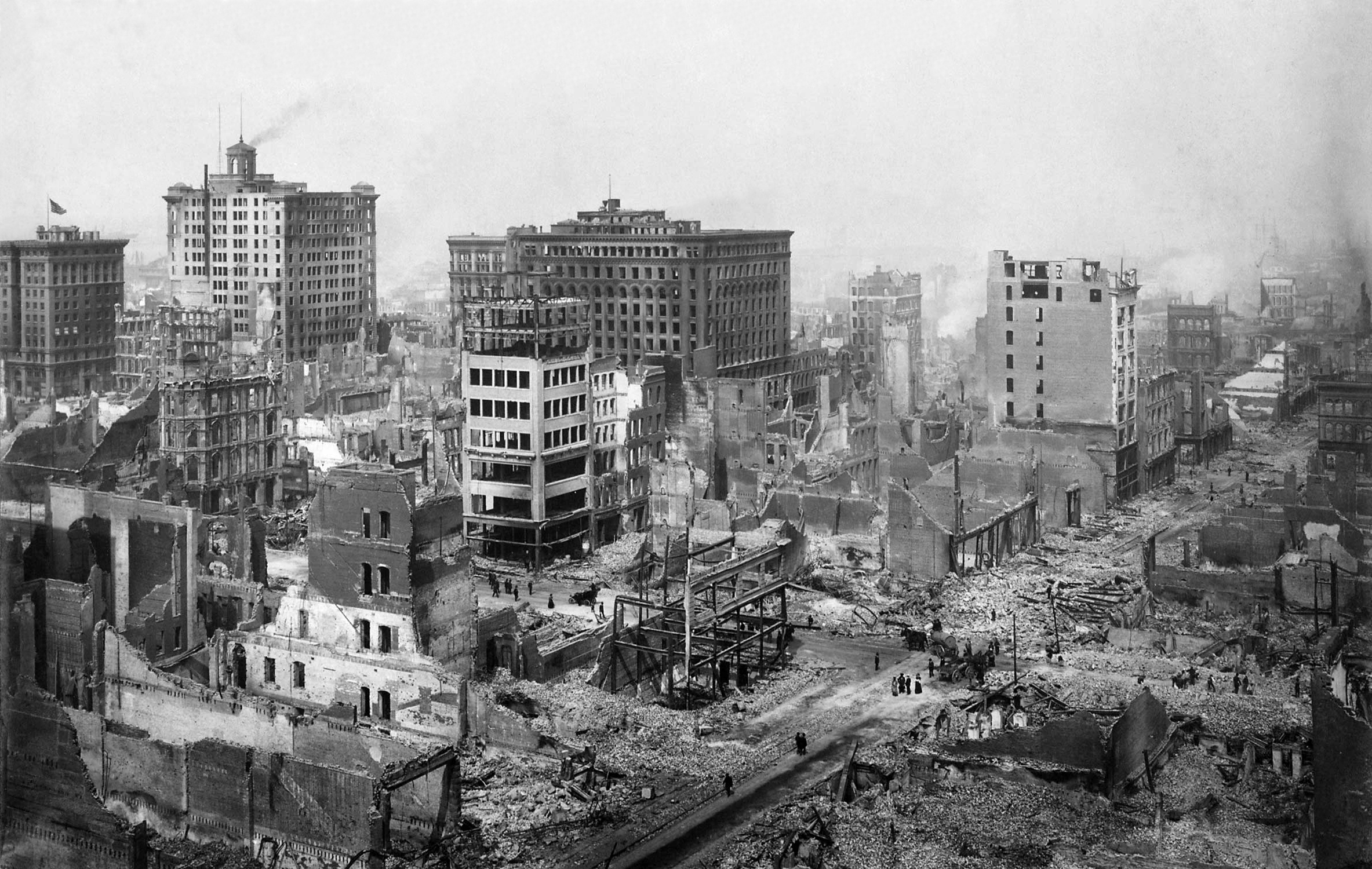
Schäden an der Grant Avenue

Mehr als 28.000 Gebäude wurden zerstört. Dadurch wurden etwa 225.000 Menschen obdachlos – mehr als die Hälfte der rund 400.000 Einwohner. Der Eigentumsverlust wird auf mehr als 400 Millionen US-Dollar geschätzt (in heutiger Kaufkraft 14,4 Milliarden Dollar).
Politiker und Geschäftsleute spielten den Effekt des Erdbebens auf die Stadt systematisch herunter, da sie einen Verfall der Grundstückspreise sowie das Ausbleiben von Investitionen und Unterstützungsleistungen befürchteten. Um die Angst vor der Erdbebengefahr in der Stadt nicht zu schüren, überzeichneten sie die Rolle der Brände. Angaben über die finanziellen Schäden und das Ausmaß der Vernichtung wurden manipuliert.

### Zahl der Todesopfer
Mehr als 3000 Menschen starben unmittelbar oder indirekt an den Folgen der Katastrophe. Lange Zeit waren allerdings viel niedrigere Opferzahlen angegeben worden. Ein Verantwortlicher bei der US Army hatte im Jahr 1906 nur 498 Todesopfer in San Francisco berichtet sowie 64 Todesopfer in Santa Rosa und 102 Todesopfer in San Jose und Umgebung. Die National Oceanic and Atmospheric Administration kam 1972 mit einer Schätzung von insgesamt 700 bis 800 Todesopfern noch immer auf dieselbe Größenordnung. Ellsworth kam 1990 zu dem Ergebnis, die oft zitierte Angabe von 700 Toten sei zu niedrig, die Zahl der Todesopfer liege drei- bis viermal höher. Die Schätzung von mehr als 3000 direkten und indirekten Todesopfern beruht auf umfangreichen Recherchen von Gladys Hansen, die ihre Forschungsergebnisse 1989 zusammen mit Emmet Condon, dem Chef der Feuerwehr von San Francisco, als Buch vorgelegt hat.
Gladys Hansen, die 1972 von Bürgermeister Joseph Alioto zur Stadtarchivarin von San Francisco ernannt worden war, arbeitete auch nach ihrer Pensionierung im Jahr 1990 unermüdlich weiter an dem Thema. Sie wies darauf hin, dass es beispielsweise in Chinatown sehr viele Opfer gegeben haben musste, da das Viertel sehr dicht besiedelt war und bei dem Beben völlig zerstört wurde; es seien aber fast keine asiatischen Namen in der offiziellen Statistik enthalten. Auch seien hunderte Personen nicht als Opfer erfasst worden, die man als tatsächliche oder vermeintliche Plünderer erschossen hatte. Im Vorfeld des 100-jährigen Gedenkens forderte Hansen zusammen mit dem Schriftsteller James Dalessandro, dass die veraltete Zählung von 478 Todesopfern in San Francisco aus dem Jahr 1907 endlich korrigiert werden müsse, um den Opfern gerecht zu werden. Mit Erfolg: Im April 2006 war auf den offiziellen Gedenktafeln in San Francisco die Zahl von 3000 Todesopfern zu lesen. Hansen hielt aufgrund ihrer weiteren Recherchen auch diese Angabe noch für zu niedrig und eine Schätzung von 5000 bis 6000 direkten und indirekten Todesopfern für realistischer.

## Reaktionen

### Eingreifen der Armee

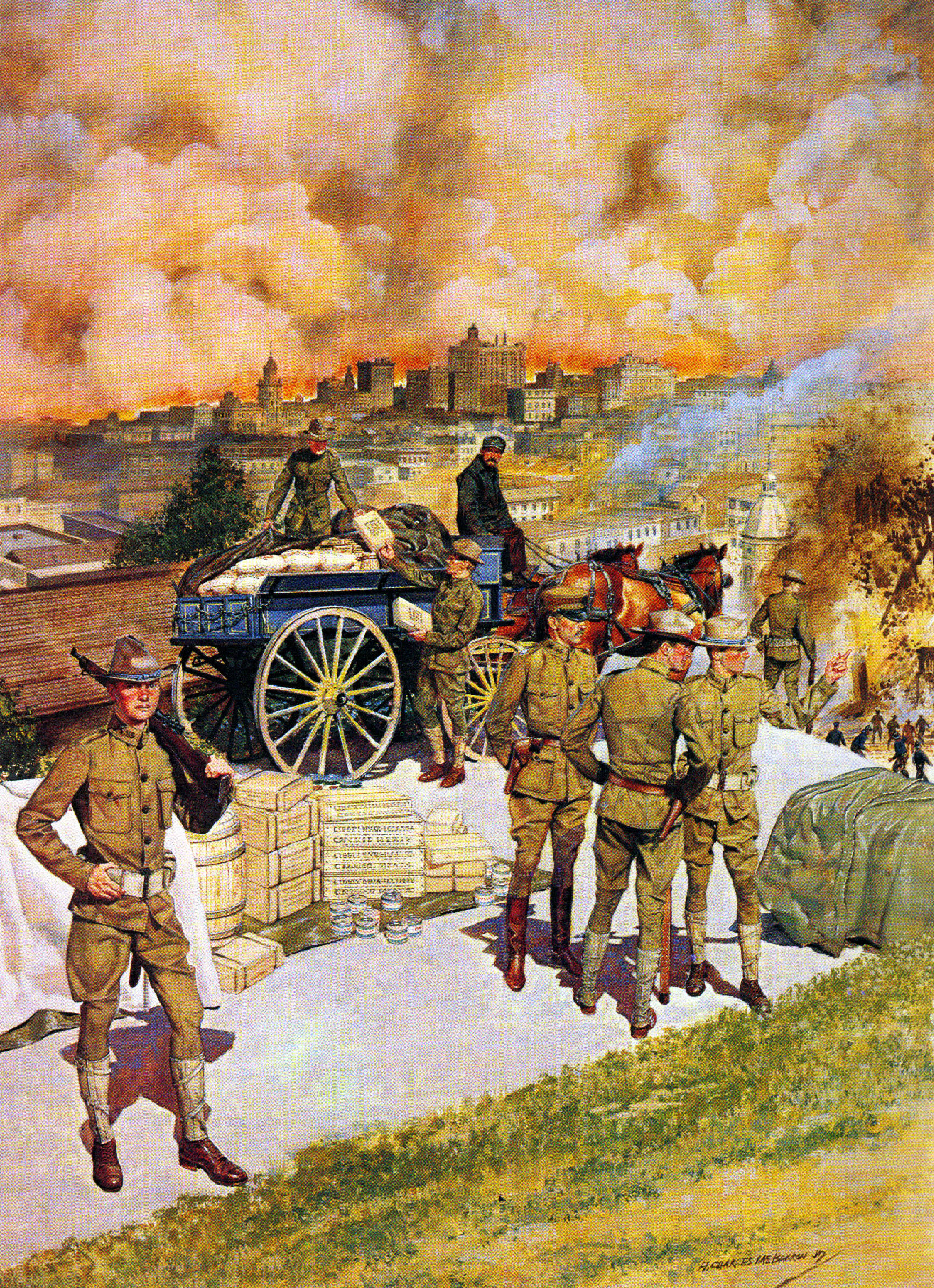
Zeitgenössische Darstellung, Soldaten entladen einen beschlagnahmten Pferdewagen, im Hintergrund die brennende Stadt

Der Chef der städtischen Feuerwehr schickte eine dringende Forderung nach Dynamit an das Presidio, einen Armeestützpunkt am Rande der angeschlagenen Stadt. Brigadegeneral Frederick Funston, Kommandant von Kalifornien und Einwohner von San Francisco, hatte bereits den unterstützenden Einsatz der Armee beschlossen. Funston ließ eine Nachricht an Bürgermeister Schmitz überbringen, in der er von seiner Entscheidung zu helfen unterrichtete. Dann befahl er, Truppen bis hin zu Angel Island zu mobilisieren und sich auf den Weg nach San Francisco zu machen. Sprengstoff wurde über die Bucht von den California Powder Works in die Stadt transportiert. Der Ausnahmezustand wurde niemals ausgerufen, und die Soldaten nahmen auch Anweisungen von zivilen Regierungsbeamten der Stadt entgegen.
In den ersten Tagen hielten die Soldaten Plünderer ab, indem sie auf den Straßen der Stadt massiv Präsenz zeigten. Außerdem bewachten die Soldaten Gebäude, wie die US-Münzprägeanstalt, das Postamt und das Gefängnis. Sie halfen zusätzlich der Feuerwehr beim Sprengen von Brandschneisen. Die Armee übernahm auch die Verantwortung für die Versorgung zehntausender obdachloser Bürger in Hinsicht auf Nahrung, Unterbringung und Kleidung. Unter dem Kommando von Generalmajor Adolphus Greely, Funstons Vorgesetztem, dienten während der Zeit des Notstandes 4.000 Soldaten in der Stadt. Am 1. Juli 1906 übernahmen Zivilbehörden die Verantwortung und die Armee zog sich aus der Stadt zurück.
Am 18. April reagierte Bürgermeister Schmitz auf die Ausschreitungen und Plünderungen mit folgendem Erlass: „Die Armee, die Mitglieder der regulären Polizei und alle Sonderpolizeibeamten wurden dazu autorisiert, alle und jede Person zu töten, die beim Plündern oder jedem anderen Verbrechen erwischt wird.“

### Einsatz von Automobilen
Das Erdbeben stellte eine unerwartete Bewährungsprobe für das junge Automobil dar, das bislang in breiten Kreisen nur als Spielzeug für Reiche gesehen worden war. So organisierte Walter C. White von der White Motor Company einen LKW-Konvoi mit Hilfsgütern in die Stadt. Die Behörden requirierten 200 Motorwagen als Stabs- und Verbindungsfahrzeuge für zivile und militärische Stellen und für Notfalleinsätze. Es kam vor, dass der heiße Asphalt Reifen zerstörte; dann wurde auf den Felgen weitergefahren. Automobile wurden vor Möbelwagen und Fuhrwerke gespannt, wenn die Pferde am Ende ihrer Kräfte waren. Insgesamt wurden 15.000 Gallonen (über 68.000 Liter) Treibstoff verbraucht, bereitgestellt von Standard Oil. Feuerwehrkommandant John Dougherty telegraphierte am 24. April an die Electric Vehicle Company in Hartford (Connecticut), zu dieser Zeit Herstellerin der Columbia-Automobile, um sich für die Zuverlässigkeit ihrer 45-PS Feuerwehrfahrzeuge zu bedanken. Drei davon standen vom 18. bis nach dem 24. April im Dauereinsatz, den sie störungsfrei meisterten. Der San Francisco Chronicle zitierte zehn Tage nach dem Ausbruch der Katastrophe offizielle Stellen dahingehend, dass Automobile maßgeblich beteiligt waren an der Rettung von Stadtteilen, der Versorgung von Verletzten und der Aufrechterhaltung von Recht und Gesetz. Alles in allem waren nur wenige technische Probleme an den bei der Katastrophe eingesetzten Motorwagen zu verzeichnen.

### Spenden und Versicherungsleistungen
Die US-Regierung entschied sich, eine Million US-Dollar Soforthilfe in die Region zu schicken (in heutiger Kaufkraft 36 Millionen US-Dollar). Nachdem das Unglück in der Welt bekannt wurde, überschritten die Unterstützungsgelder bald die Marke von 5 Millionen US-Dollar. London brachte hunderttausende US-Dollar auf, Bürger und Unternehmen spendeten große Summen zur Unterstützung. Andrew Carnegie, Standard Oil und die Regierung von Kanada spendeten jeweils 100.000 US-Dollar, die Bank of Canada in Toronto 25.000 US-Dollar.
Die Ansprüche an Versicherungsunternehmen wurden wenige Tage nach dem Unglück auf 250 Millionen US-Dollar geschätzt (in heutiger Kaufkraft 9 Milliarden US-Dollar). Tatsächlich leisteten die Versicherungen Zahlungen in dieser Größenordnung. Allein die Versicherung Lloyd’s of London zahlte mehr als 50 Millionen US-Dollar aus (in heutiger Kaufkraft 1,8 Milliarden US-Dollar). Insgesamt waren mindestens 137 Versicherungsunternehmen direkt betroffen und weitere 17 als Rückversicherer. Das Erdbeben führte zu globalen Veränderungen des Versicherungsrechts.

### Unterbringung der Obdachlosen

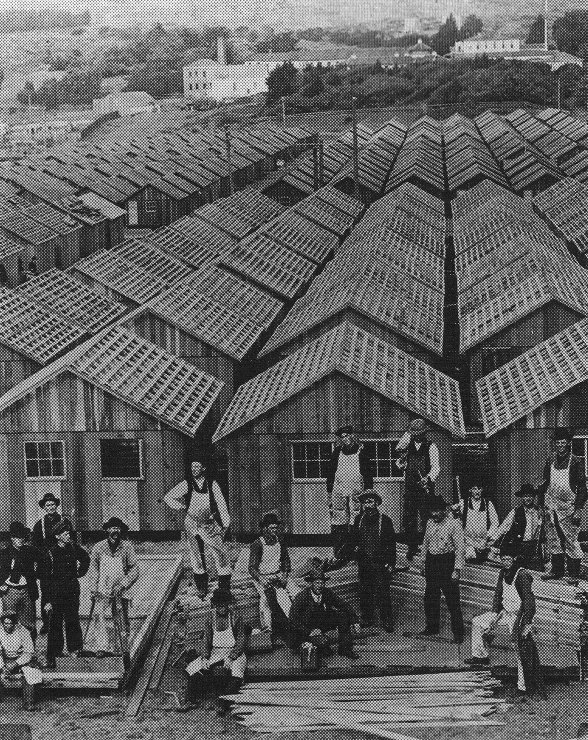
Eines der elf Lager mit Notunterkünften

Die Armee baute in der Folgezeit 5.600 Baracken in insgesamt elf Lagern, um die etwa 20.000 Obdachlosen unterzubringen. Die Notunterkünfte wurden aus Holz von Mammutbäumen und Tannen erbaut und eng zusammenstehend errichtet. Die Baukosten einer solchen einzelnen Hütte betrugen im Schnitt 100 US-Dollar. Obdachlose konnten eine Baracke für zwei Dollar pro Monat mieten oder für 50 Dollar kaufen. Die Fassaden besaßen einen olivgrauen Farbanstrich. Die Auslastung der Lager wuchs bis auf 16.448 Bewohner an, im Jahre 1907 zogen die meisten Menschen wieder aus. Die Baracken wurden später als Garagen, Lagerräume, Werkstätten oder Läden genutzt. Ein Großteil wurde inzwischen abgebrochen, aber einige Häuschen sind bis heute erhalten geblieben. Eine der Hütten mit 67 Quadratmetern Wohnfläche wurde 2006 für 600.000 US-Dollar verkauft.

### Wiederaufbau

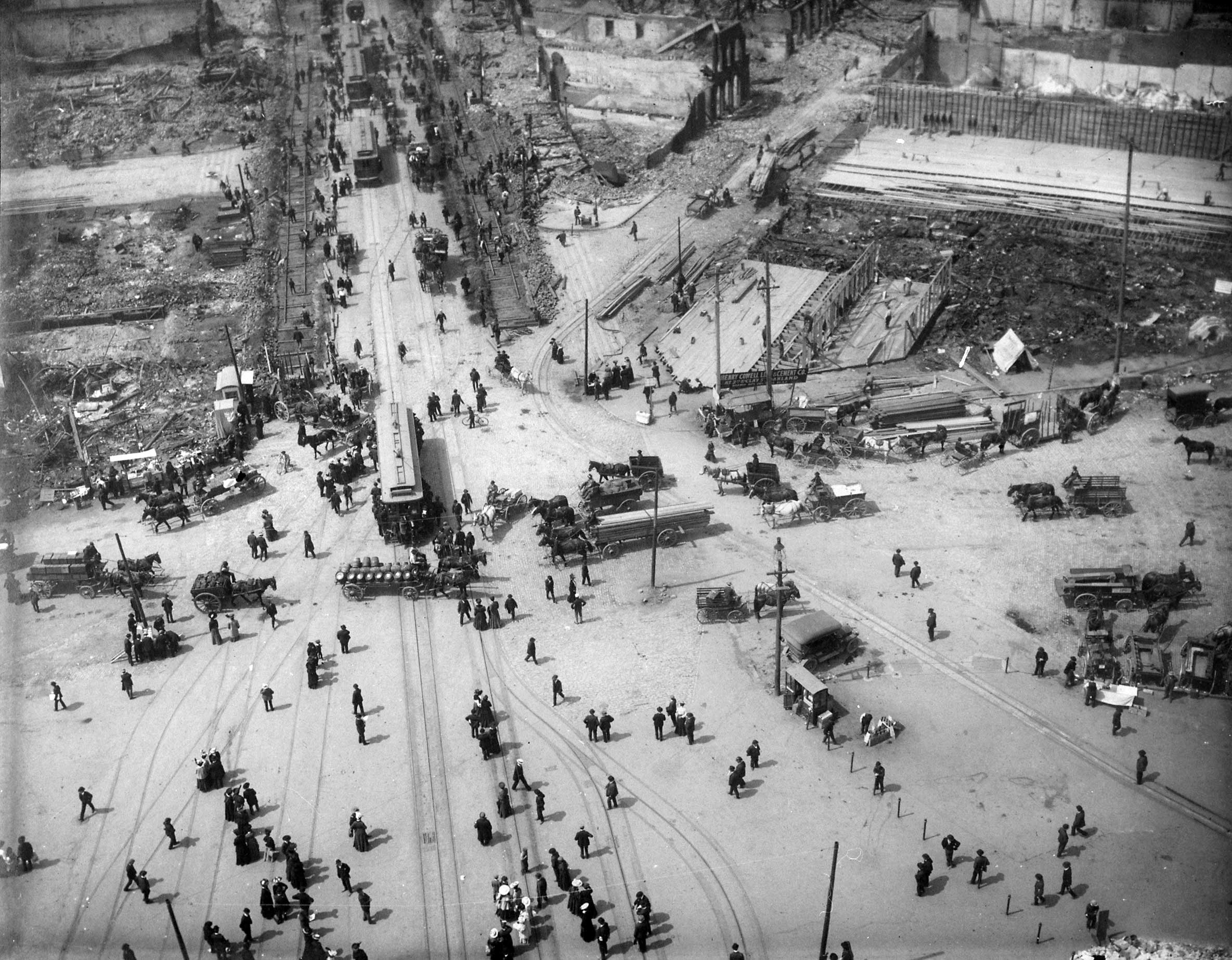
Blick vom Turm des Ferry Building auf die Market Street. Rechts oben im Bild sind Arbeiten an Fundamenten für neue Gebäude zu erkennen.

Noch während die Stadt in Flammen stand, entwickelte man bereits Pläne zum schnellen Wiederaufbau. In seiner ersten öffentlichen Rede nach dem Beben betonte der Gouverneur von Kalifornien, George C. Pardee, wie wichtig es sei, die Stadt schnell wieder aufzubauen. „Dies ist nicht das erste Mal, dass San Francisco vom Feuer vernichtet wurde. Ich habe nicht den geringsten Zweifel, dass die Stadt am 'Golden Gate' schnell wiederaufgebaut wird und, fast bevor wir es merken, ihre frühere große Lebendigkeit wieder aufnehmen wird.“
Einer der ehrgeizigsten Pläne stammte von dem Landschaftsarchitekten Daniel Burnham. Er schlug unter anderem Haussmann-Avenues vor, Boulevards, Durchfahrts-Achsen, die die Stadt durchschnitten, einen riesigen Bürgerhaus-Komplex mit klassischen Strukturen und einen Stadtpark, der der größte der Welt geworden wäre, mit einer Ausdehnung von Twin Peaks bis zum Lake Merced. Aber dieser Plan wurde damals als nicht realisierbar und unrealistisch verworfen. Immobilieninvestoren und andere Landbesitzer waren gegen den Plan, da die Stadt viel Land hätte kaufen müssen, um den Vorschlag zu verwirklichen.
Während das ursprüngliche Straßennetz beibehalten wurde, wurden einige von Burnhams Vorschlägen doch realisiert. Darunter das neoklassische Bürgerhaus, breitere Straßen, eine U-Bahn unter der Market Street, eine menschenfreundlichere Fisherman’s Wharf und ein Stadtdenkmal auf dem Telegraph Hill, dem Coit Tower. Pläne, Chinatown und die Armen aus der Innenstadt wegzubekommen, schlugen fehl, da Chinatown in seiner neueren, moderneren Erscheinung von heute wieder aufgebaut wurde. Die Zerstörung des Rathauses und des Stadtarchivs ermöglichte es Tausenden von chinesischen Immigranten, die Aufenthaltsgenehmigung und die Staatsbürgerschaft zu bekommen und ihre Verwandten nachzuholen.
Das Erdbeben war auch verantwortlich für die Entwicklung des Viertels Pacific Heights. Die immense Kraft des Erdbebens hatte beinahe alle Häuser auf dem Nob Hill zerstört, außer dem Flood-Anwesen. Deshalb orientierten sich die Wohlhabenden in den Westen der Stadt, da dort die Grundstückspreise niedrig, die Aussicht besser und das Klima wärmer waren. In den Jahren nach dem Ersten Weltkrieg zog das Geld immer mehr in die Pacific Heights, wo es bis heute geblieben ist. Ein Grund für die Eile beim Wiederaufbau war der Wunsch, eine Internationale Messe, die 1915 stattfinden sollte, ausrichten zu dürfen. In der Tat waren zum Zeitpunkt der Eröffnung der Panama-Pacific International Exposition kaum noch Überreste des Schadens zu sehen, stattdessen wurde der Wiederaufbau der Stadt gefeiert.
Seit 1915 hat die Stadt der Katastrophe jedes Jahr gedacht, indem die Überlebenden sich an Lotta’s Fountain versammeln, dem Treffpunkt während der Katastrophe, um nach den eigenen Lieben zu suchen und Informationen auszutauschen.

### Bau- und Brandschutzvorschriften
Im gleichen Eiltempo wie die Stadt wiederaufgebaut wurde, wurden Bauvorschriften gelockert anstatt verschärft, „um bis zu 50 Prozent“ nach dem Historiker Robert Hansen. Die komplette Missachtung von Erdbeben-Sicherheitsvorschriften plagt die Stadt bis heute, da viele Gebäude, die in der ersten Hälfte des 20. Jahrhunderts erbaut wurden, noch heute stehen. 1950 waren die Baustandards immer noch unter dem Niveau von 1906. Eine aktuelle Analyse geht davon aus, dass selbst ein schwächeres Erdbeben als das von 1906 viele Teile der Stadt verwüsten würde und tausende Tote zur Folge hätte.
Eine Folge des kollektiven Traumas waren die – selbst für US-amerikanische Verhältnisse – sehr restriktiven Brandschutzvorschriften, die nachfolgend in San Francisco erlassen wurden und bis in die Gegenwart im Straßenbild erkennbar sind: Neben den auffälligen Feuertreppen gehören dazu die Feuerwehr-Steigleitungen für Löschwasser, die an praktisch allen mehrstöckigen Gebäuden sichtbar sind.

## Rezeption

### Berichterstattung
Das Erdbeben von San Francisco war eine der ersten großen Naturkatastrophen, die mit modernen Technologien aufgezeichnet und einem weltweiten Publikum vermittelt werden konnten. Zahlreiche Fotografien und auch Filmaufnahmen dokumentieren das Ereignis. Telegrafie diente der schnellen Verbreitung der Nachrichten.

### Forschungsgeschichte
Der Fortschritt in der damals noch jungen Wissenschaft der Seismologie wurde durch das Erdbeben beschleunigt. Der Staat Kalifornien setzte eine wissenschaftliche Kommission unter dem Vorsitz des Geologen Andrew C. Lawson ein, um das Erdbeben zu erforschen. Die Kommission legte 1908 die Ergebnisse in einem Bericht vor, der als Lawson Report bekannt wurde. 1910 folgte noch ein zweiter Band über die geologischen Mechanismen des Erdbebens, verfasst von Harry Fielding Reid. Beide Bände zusammen haben einen Umfang von 1643 Seiten.
Lawson hatte bereits 1895 im Bereich der San Francisco Bay Area einen nördlichen Abschnitt der San-Andreas-Verwerfung entdeckt, deren Bezeichnung auf ihn zurückgeht (englisch San Andreas Fault). Nach dem Beben von 1906 erkannte er die ganze Ausdehnung der San-Andreas-Verwerfung nach Süden. Eine wichtige Erkenntnis in seinem Bericht (1908) war der Zusammenhang zwischen der Intensität des Bebens mit dem jeweiligen geologischen Untergrund. Mit Sedimentgestein gefüllte Täler erlitten stärkere Erschütterungen als Gebiete auf massivem Untergrund. Die stärksten Erschütterungen fanden dort statt, wo der Grund der San Francisco Bay nachgegeben hatte. Analysen der Erdmassen-Verschiebungen und der Spannungen in der Erdkruste führten Reid (1910) zu seiner Theorie des elastischen Rückpralls (elastic-rebound theory), die bis heute anerkannt wird.
Das Epizentrum wurde zunächst in der Nähe der Stadt Olema bei Point Reyes im Marin County vermutet, ausgehend vom Ausmaß der Erdverschiebungen in diesem Gebiet. In den 1960er Jahren vertrat ein Seismologe der University of California, Berkeley die Theorie, dass das Epizentrum im Meer nordwestlich des Golden Gate gelegen habe. Die Analysen des United States Geological Survey (USGS) zeigen jedoch, dass das Epizentrum wahrscheinlich nahe Mussel Rock an der Küste von Daly City am südlichen Rand von San Francisco lag.

### Spielfilme
Der Clark-Gable-Film San Francisco (1936) und der John-Wayne-Film San Francisco Lilly (1945) spielen zur Zeit des Großen Erdbebens.

### Hundertjähriges Gedenken
Hundert Jahre nach dem Erdbeben erinnerten die Medien an das Ereignis. Im Fernsehen wurden Dokumentarfilme gezeigt, zum Beispiel The Great Quake von National Geographic und das Dokudrama The Big One – Das große Beben von San Francisco.
Die 1906 Earthquake Centennial Alliance wurde als Planungsstelle der verschiedenen Gedenkveranstaltungen zum Erdbeben gegründet. An ihr beteiligten sich 288 Organisationen (u. a. Universitäten, Unternehmen, Verlage und Museen). Zu den Veranstaltungen gehörten Messen, Filmvorführungen, eine Feuerprojektion auf den Coit Tower, Einweihungen von Denkmälern und Vorlesungen. Die Tourismusbranche in San Francisco hatte sich im Vorfeld auf einen Zustrom von neugierigen Besuchern vorbereitet und bot spezielle Führungen zum Erdbeben an.
Das USGS Earthquake Hazards Program (Erdbebengefahrenprogramm) veröffentlichte eine Reihe von Dokumenten im Internet.

## Trivia
Auf dem „Erdbebensofa“ im Museum Universum Bremen wird das Erdbeben simuliert.